# Leptocentrus altifrons
Leptocentrus altifrons är en insektsart som beskrevs av Walker. Leptocentrus altifrons ingår i släktet Leptocentrus och familjen hornstritar. Inga underarter finns listade i Catalogue of Life.